# 屈菲
屈菲（法語：Cuffies，法語發音：[kyfi]）是法国上法蘭西大區埃纳省的一个市镇，属于苏瓦松区。

## 地理
屈菲（49°24'18"N, 3°19'11"E）面积5.02 平方千米，位于法国上法蘭西大區埃纳省，该省份为法国北部内陆省份，北起北部省，西接索姆省和瓦兹省，东临阿登省和马恩省，西南至塞纳-马恩省，东北部与比利时接壤。
与屈菲接壤的市镇（或旧市镇、城区）包括：沙维尼、克鲁伊、勒里、帕利、苏瓦松。

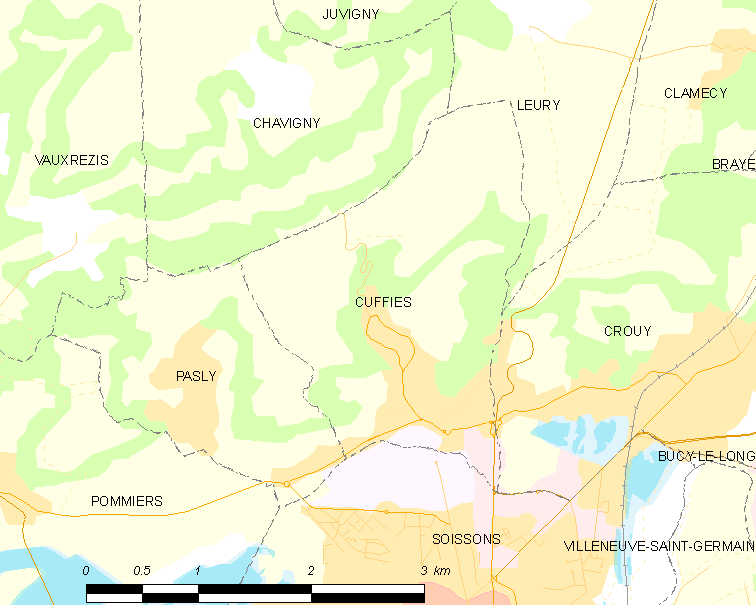
屈菲的OSM定位图

屈菲的时区为UTC+01:00、UTC+02:00（夏令时）。

## 行政
屈菲的邮政编码为02880，INSEE市镇编码为02245。

## 政治
屈菲所属的省级选区为苏瓦松第一县。

## 人口

1962-2008年间屈菲人口变化图示

屈菲于2022年1月1日时的人口数量为1760人。